# Fuentebureba
Fuentebureba – gmina w Hiszpanii, w prowincji Burgos, w Kastylii i León, o powierzchni 9,09 km². W 2011 roku gmina liczyła 43 mieszkańców.